# Томболо
Томболо (от италиански: tombolo „вал“) е брегова акумулационна форма на релефа.
Представлява пясъчна коса, която съединява бивш остров с брега или свързва два острова помежду им. Поморийската пясъчна коса и Несебърския полуостров представляват томболо.